# Bucculatrix increpata
Bucculatrix increpata är en fjärilsart som beskrevs av Edward Meyrick 1915. Bucculatrix increpata ingår i släktet Bucculatrix och familjen kronmalar. Inga underarter finns listade i Catalogue of Life.